# Raiffeisenbank im Oberland
Die Raiffeisenbank im Oberland eG ist eine Genossenschaftsbank mit Sitz in Bad Tölz im Landkreis Bad Tölz-Wolfratshausen in Bayern. Sie ist Mitglied im Genossenschaftsverband Bayern und Teil der genossenschaftlichen FinanzGruppe. Das Geschäftsgebiet erstreckt sich über Teile der Landkreise Bad Tölz-Wolfratshausen und Miesbach. Die Bank betreibt 14 Filialen sowie 10 SB-Standorte.

## Geschichte
Die heutige Raiffeisenbank im Oberland eG entstand 2006 durch die Fusion der Raiffeisenbank Miesbach eG mit der gleichnamigen Bank in Reichersbeuern. Im Jahr 2017 folgte die Verschmelzung mit der Raiffeisenbank Tölzer Land eG. Die Ursprünge der fusionierten Banken reichen bis ins 19. Jahrhundert zurück:

### Vorgängerinstitute
Der Darlehenskassenverein Reichersbeuern wurde 1892 gegründet.
Der Darlehenskassenverein Waakirchen-Schaftlach entstand 1904.
Die Raiffeisenbank Tölzer Land eG wurde 1908 als „Darlehenskassenverein Thanning“ gegründet und entwickelte sich durch zahlreiche Fusionen bis zur Firmierung als Raiffeisenbank Tölzer Land eG im Jahr 2006.
Die Raiffeisenbank Miesbach eG entstand durch Zusammenschlüsse lokaler Genossenschaften (z. B. Warngau, Valley, Irschenberg) und fusionierte 1989 mit der Raiffeisenbank Fischbachau.

## Geschäftsentwicklung
Zum 31. Dezember 2024 belief sich die Bilanzsumme auf rund 1,67 Milliarden Euro. Das Kreditvolumen lag bei etwa 1,27 Milliarden Euro, die Einlagen bei 1,32 Milliarden Euro. Die Bank zählte 19.896 Mitglieder und beschäftigte 354 Mitarbeitende (davon 94 im Warengeschäft).

## Tochtergesellschaft
Seit dem 1. Januar 2024 ist das Warengeschäft in die neu gegründete Raiffeisen Ware Oberland GmbH ausgelagert. Diese entstand aus der Zusammenlegung der Warensparten der Raiffeisenbank im Oberland eG und der Raiffeisenbank Wallgau-Krün eG. Die Gesellschaft betreibt Standorte in Thanning, Lenggries, Warngau und Wallgau.

## Markenstrategie
2024 formulierte die Bank eine neue Markenidentität mit den Leitwerten „leidenschaftlich, familiär, professionell“. Ziel ist es, die „beliebteste Bank im Oberland“ zu sein. Die Markenstrategie orientiert sich an einem wertebasierten Selbstverständnis in der Beratung und Mitarbeiterkultur.

## Gesellschaftliches Engagement
Die Bank engagiert sich laut Satzung für die regionale Förderung in Bereichen wie Sport, Kultur, Bildung und Soziales. Beispiele:
Jährliche Ausrichtung des Wettbewerbs „Sterne des Sports“ auf regionaler Ebene (2024: 53 Bewerbungen, Schirmherr: Sven Hannawald)
Spenden (2024: ca. 103.800 €) und Sponsoringaktivitäten (ca. 75.000 €)
Eigene Crowdfunding-Plattform (seit 2018), 2024: 12 Projekte gefördert
Teilnahme am Jugendwettbewerb „jugend creativ“ mit über 3.000 Schülerbeiträgen

## Kundenservice
Das telefonische Kundenservice-Team der Bank bearbeitet monatlich rund 9.000 Anfragen. Nach Angaben der Bank können etwa 85 % der Anliegen im Erstkontakt gelöst werden.

## Verbundpartner
Die Bank arbeitet mit Partnern der genossenschaftlichen FinanzGruppe zusammen, darunter:
DZ Bank
Union Investment
R+V Versicherung
Bausparkasse Schwäbisch Hall
Münchener Hypothekenbank
VR Smart Finanz
easyCredit